# George Deukmejian

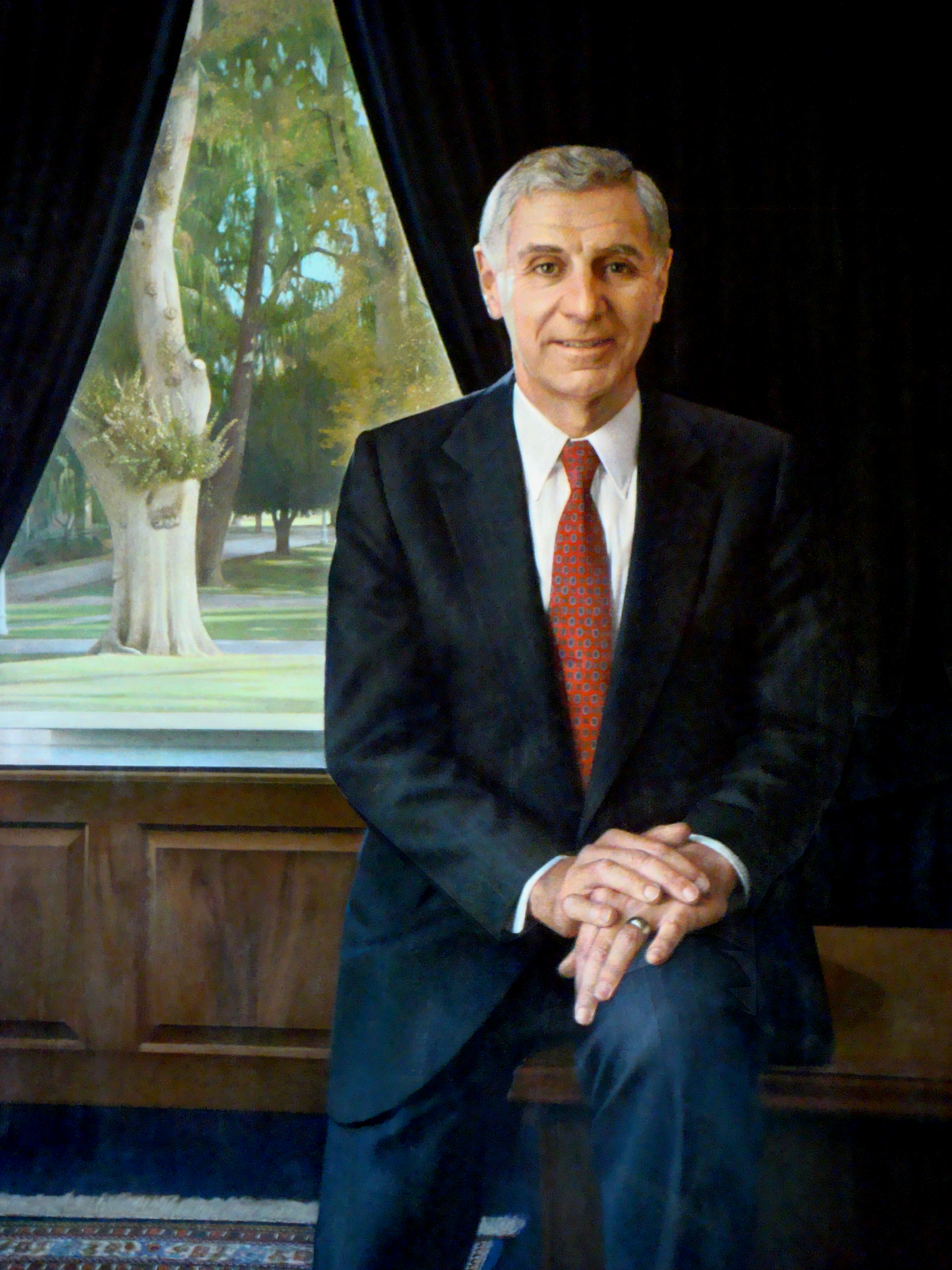
George Deukmejian

Courken George Deukmejian, Jr (sinh ngày 6 tháng 6 năm 1928) là một nhà chính trị Hoa Kỳ thuộc Đảng Cộng hòa. George Deukmejian là Thống đốc thứ 35 của tiểu bang California (1983-1991) và Tổng chưởng lý California (1979-1983).

## Thời trẻ
Deukmejian sinh ra ở Menands, New York, nơi ông trải qua tuổi thơ của mình. Cha mẹ của ông là người Armenia nhập cư từ Đế quốc Ottoman vào đầu những năm 1900, cha của ông sinh ra ở Gaziantep và mẹ của mình ở Erzurum. Tên gia đình "Deukmejian" bắt nguồn từ tiếng Thổ Nhĩ Kỳ "Dökmeci" có nghĩa là "sụp đổ." Cha ông là một thương gia buôn bán thảm, trong khi mẹ của ông đã làm việc ở Montgomery Ward và sau đó cho tiểu bang New York. Deukmejian tốt nghiệp cử nhân ngành xã hội học từ Siena College vào năm 1949. Sau đó, ông nhận bằng Juris Doctor (JD) từ Đại học St John vào năm 1952. Từ năm 1953 đến 1955, ông phục vụ trong quân đội Hoa Kỳ, giao cho Judge Advocate General's Corps.
Deukmejian chuyển đến California vào năm 1955, em gái của mình, Anna Ashjian, giới thiệu ông với vợ Gloria Saatjian, có cha mẹ cũng đã được người nhập cư từ Armenia. Họ kết hôn vào năm 1957 và có 3 người con: 2 con gái, sinh năm 1964 và 1969 và 1 con trai, sinh ra vào năm 1966.